# Корал Спрингс (Флорида)
Корал Спрингс (енгл. Coral Springs) град је у америчкој савезној држави Флорида. По попису становништва из 2010. у њему је живело 121.096 становника.

## Демографија
Према попису становништва из 2010. у граду је живело 121.096 становника, што је 3.547 (3,0%) становника више него 2000. године.
|                   | 2010.            | 2000.            |
| Укупно            | 121 096 (100,0%) | 117 549 (100,0%) |
| Белци             | 62 496 (51,61%)  | 82 149 (69,88%)  |
| Хиспаноамериканци | 28 442 (23,49%)  | 18 233 (15,51%)  |
| Афроамериканци    | 21 730 (17,94%)  | 10 766 (9,159%)  |
| Азијати           | 6 170 (5,095%)   | 4 152 (3,532%)   |
| Остали            | 2 258 (1,865%)   | 2 249 (1,913%)   |